# Corsgenbrug
De Corsgenbrug (brug 12) is een vaste brug in Amsterdam-Centrum.

## Brug
Ze verbindt de Korte Korsjespoortsteeg met de Korsjespoortsteeg en overspant daarbij het Singel. De brug is zelf sinds oktober 1995 een gemeentelijk monument, aan de kades en in de stegen staan voornamelijk rijksmonumenten.
Hier ligt al eeuwen een brug. De brug is ingetekend op de kaart van Pieter Bast daterend van 1599. Ook Balthasar Florisz. van Berckenrode met zijn kaart van een kwart eeuw later heeft de brug ingetekend. Daar ligt de brug in de Korsjes-poort-steech over de Cingel.
De moderne geschiedenis van brug 12 begint 1883 als de ophaalbrug vanwege langdurige werkzaamheden buiten dienst is. In 1913 werd aanbesteed "het sloopen van de bestaande en het maken van een nieuwe vaste brug nr. 12 over den Singel voor de Korsjespoortsteeg". Een aannemer wilde dat wel doen voor 26.000 gulden. De bouw vond plaats van oktober 1913 tot en met april 1914; er moest 50 ton ijzer verwerkt worden. In plaats van vijf doorvaarten kwamen er drie. Ingenieur Wichert Arend de Graaf van de Dienst der Publieke Werken leverde het ontwerp. Dat ijzer is in 2017 nog steeds aan de buitenzijde te zien; de twee brugpijlers zijn van dat metaal gemaakt.
De brug ging een tijdlang door het leven onder de naam Corsgenbrug, Korsjesbrug of Korsjespoort, een vernoeming naar Corsgen Jacobsz., een houtkoper die hier in de buurt een boomgaard had. In april 2016  besloot de gemeente Amsterdam de officieuze naam Corsgenbrug officieel te maken.

## Afbeeldingen

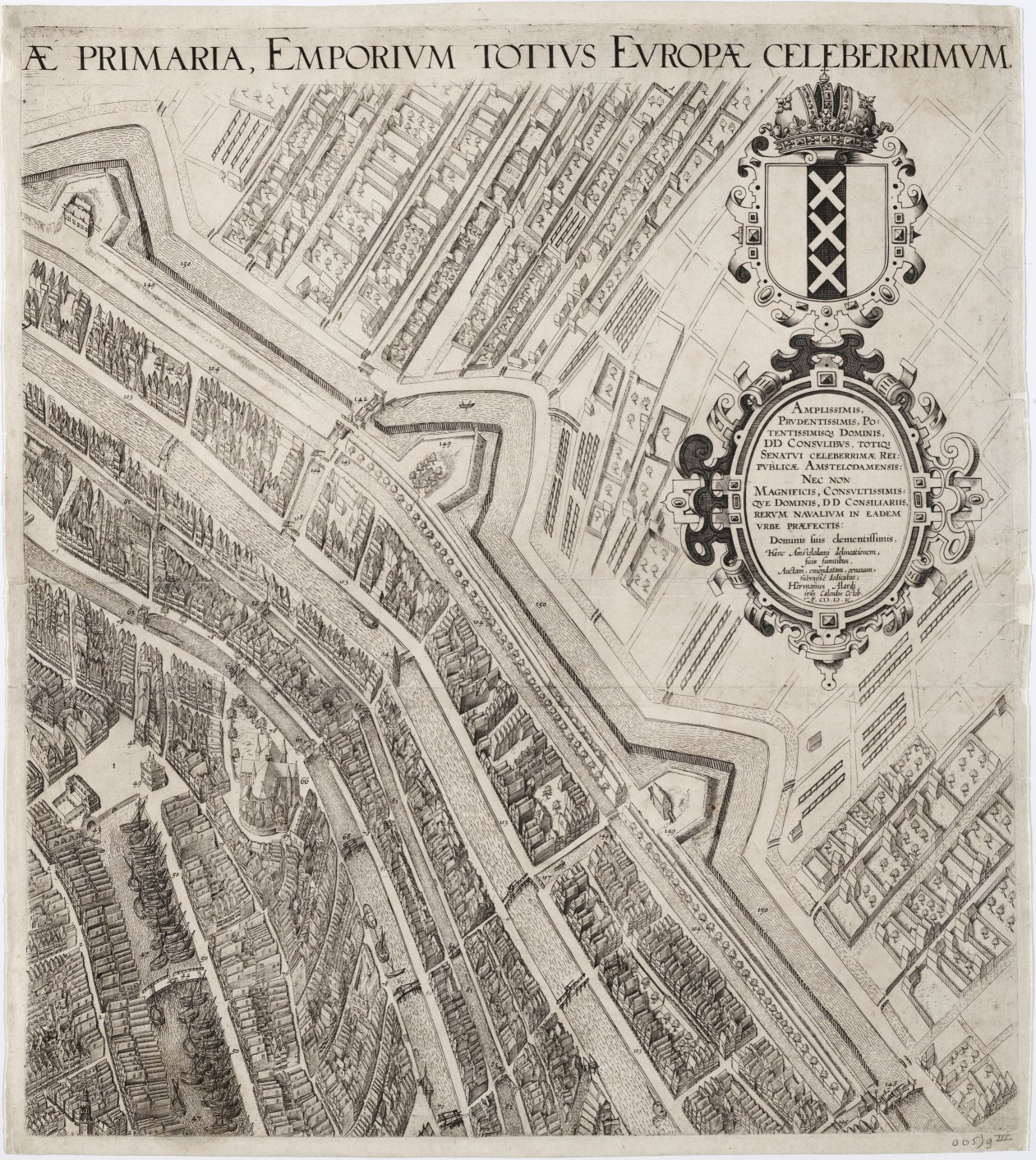
Kaart van Pieter Bast; de brug bij de eerste schans van onderen is de Lijnbaansbrug, daaronder brug 12
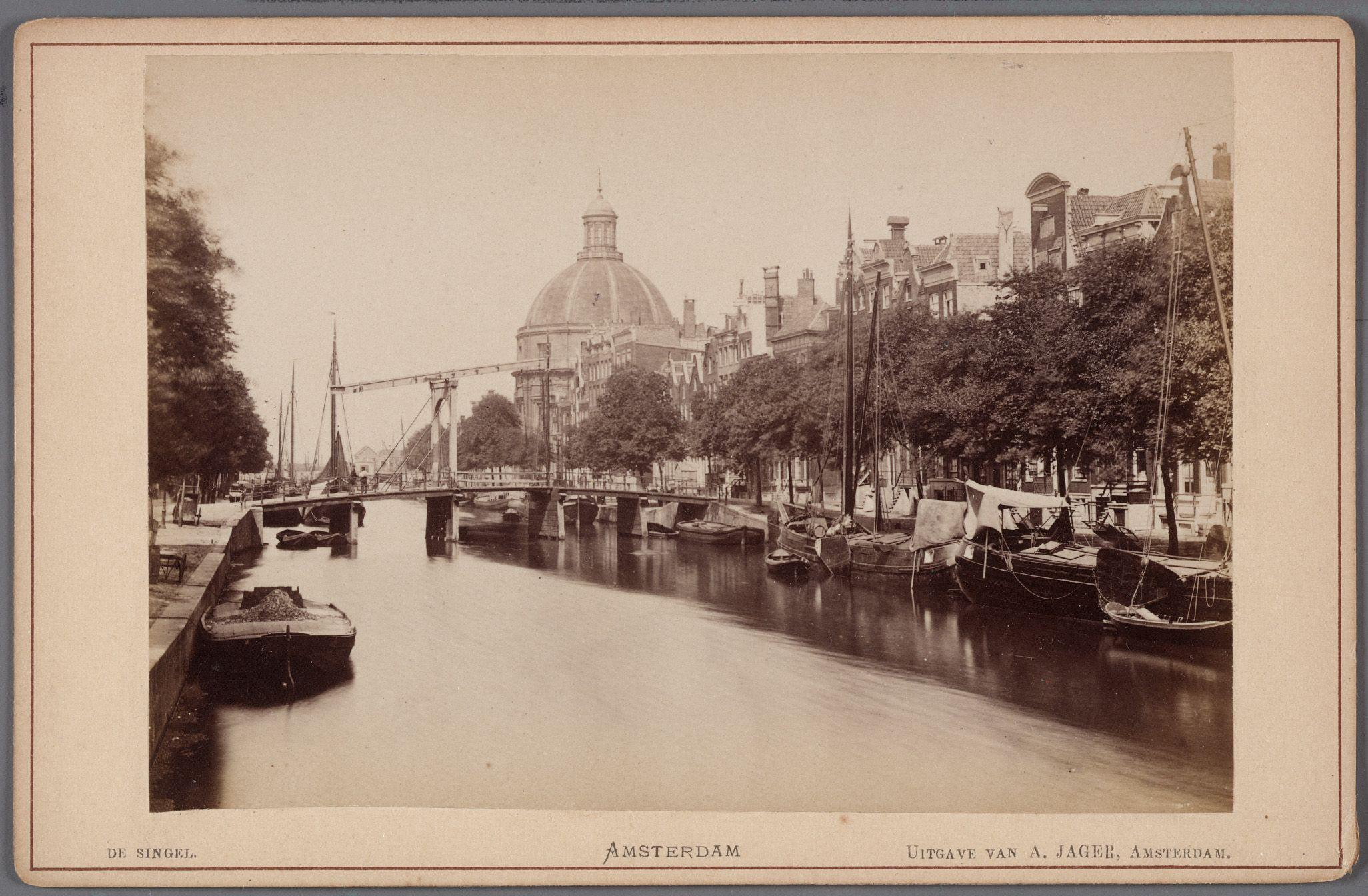
De ophaalbrug
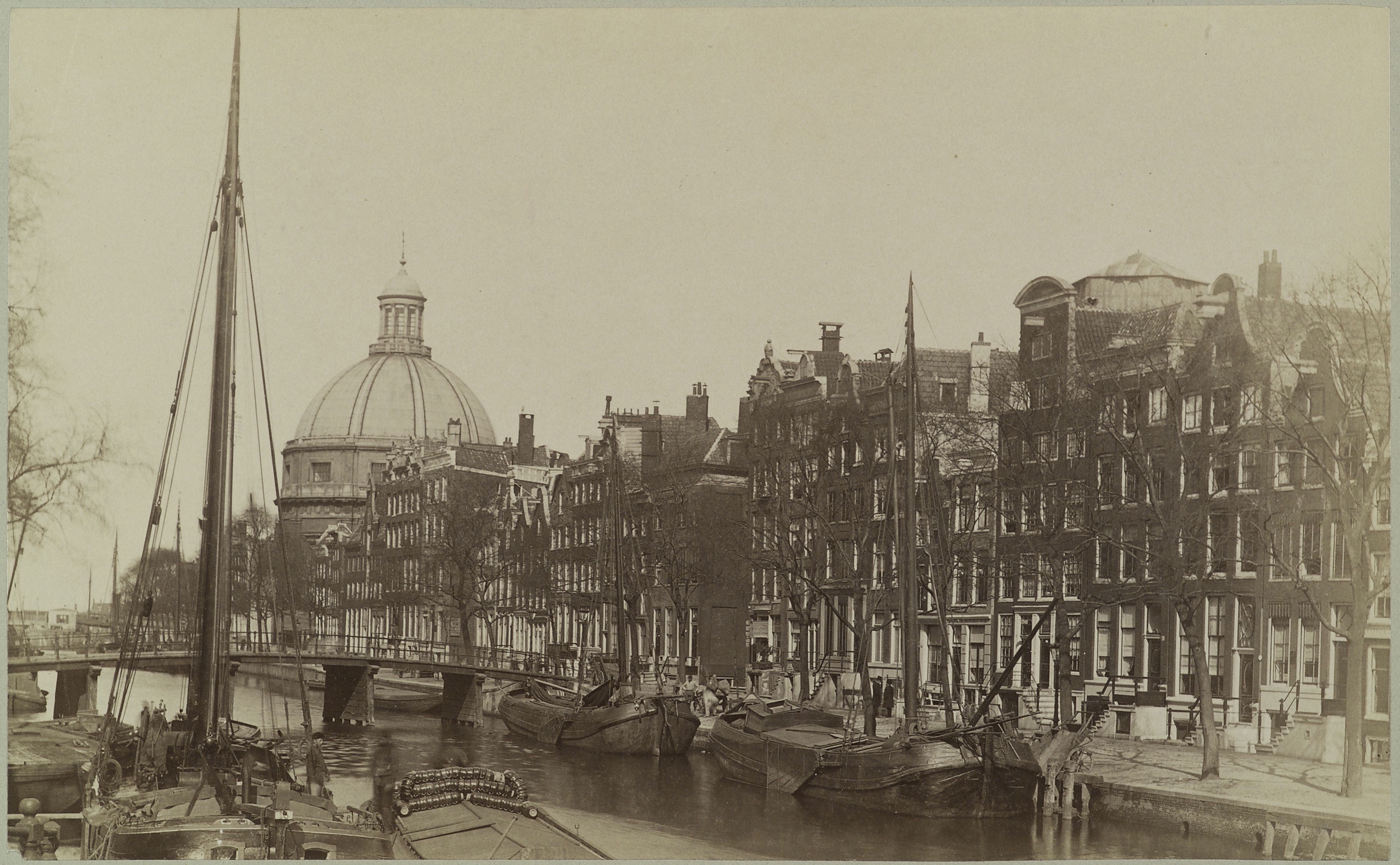
Diezelfde oude brug, maar de ophaalbrug is verdwenen
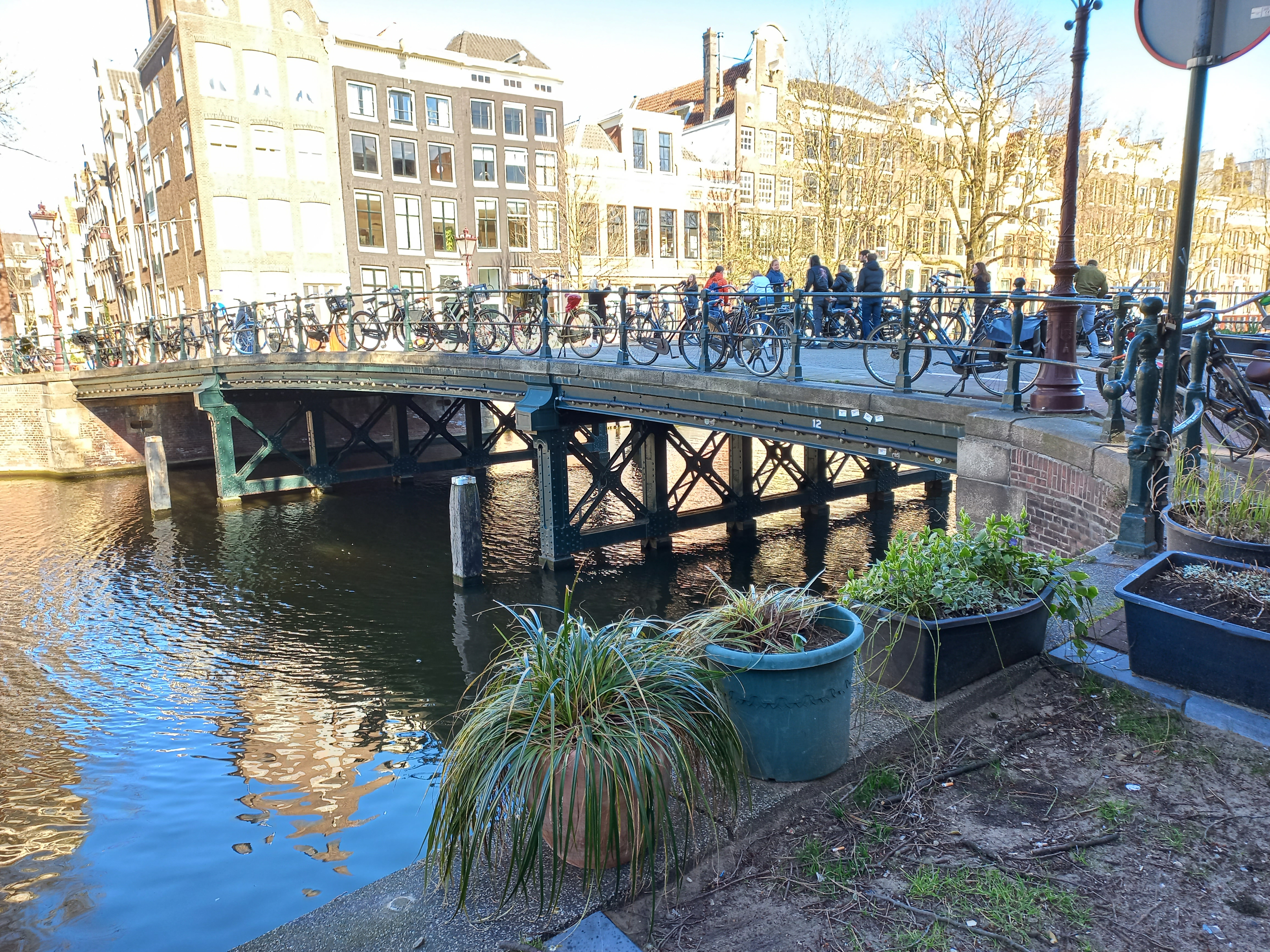
Corsgenbrug in 2022

1 · 2 · 3 · 4 · 5 · 6 · 7 · 8 · 9 · 10 · 11 · 12 · 13 · 14 · 15 · 16 · 17 · 18 · 19 · 20 · 21 · 22 · 23 · 24 · 25 · 26 · 27 · 28 · 29 · 30 · 31 · 32 · 34 · 35 · 36 · 37 · 38 · 39 · 40 · 41 · 42 · 43 · 44 · 45 · 46 · 47 · 48 · 49 · 50 · 51 · 52 · 53 · 54 · 55 · 56 · 57 · 58 · 59 · 60 · 61 · 62 · 63 · 64 · 65 · 66 · 67 · 68 · 69 · 70 · 71 · 72 · 73 · 74 · 75 · 76 · 77 · 78 · 79 · 80 · 81 · 82 · 84 · 85 · 86 · 87 · 88 · 89 · 90 · 91 · 92 · 93 · 94 · 95 · 96 · 97 · 98 · 99 · >>>
Brugnummers 33 en 83 zijn niet (meer) vergeven